# 珀尔芬-布伦
珀尔芬-布伦是奥地利施蒂利亚州德意志兰茨贝格县的一个市镇。总面积6.15平方公里，总人口1600人，人口密度260.2人/平方公里（2001年）。